# 21 أبريل
- السبت
- الأحد
- الاثنين
- الثلاثاء
- الأربعاء
- الخميس
- الجمعة

- 2929 رمضان 1446  هـ
- 301 شوال 1446  هـ
- 312 شوال 1446  هـ
- 13 شوال 1446  هـ
- 24 شوال 1446  هـ
- 35 شوال 1446  هـ
- 46 شوال 1446  هـ
- 57 شوال 1446  هـ
- 68 شوال 1446  هـ
- 79 شوال 1446  هـ
- 810 شوال 1446  هـ
- 911 شوال 1446  هـ
- 1012 شوال 1446  هـ
- 1113 شوال 1446  هـ
- 1214 شوال 1446  هـ
- 1315 شوال 1446  هـ
- 1416 شوال 1446  هـ
- 1517 شوال 1446  هـ
- 1618 شوال 1446  هـ
- 1719 شوال 1446  هـ
- 1820 شوال 1446  هـ
- 1921 شوال 1446  هـ
- 2022 شوال 1446  هـ
- 2123 شوال 1446  هـ
- 2224 شوال 1446  هـ
- 2325 شوال 1446  هـ
- 2426 شوال 1446  هـ
- 2527 شوال 1446  هـ
- 2628 شوال 1446  هـ
- 2729 شوال 1446  هـ
- 2830 شوال 1446  هـ
- 291 ذو القعدة 1446  هـ
- 302 ذو القعدة 1446  هـ
- 13 ذو القعدة 1446  هـ
- 24 ذو القعدة 1446  هـ

21 أبريل أو 21 نيسان أو يوم 21 \ 4 (اليوم الحادي والعشرون من الشهر الرابع) هو اليوم الحادي عشر بعد المئة (111) من السنة البسيطة، أو اليوم الثاني عشر بعد المئة (112) من السنوات الكبيسة وفقًا للتقويم الميلادي الغربي (الغريغوري). يبقى بعده 254 يوما لانتهاء السنة.

## أحداث
- 753 ق.م - إنشاء مدينة روما على يد رومولوس ورموس.
- 1509 - هنري الثامن يعتلي عرش إنجلترا عقب وفاة والده هنري السابع.
- 1519 - هرنان كورتيس يصل إلى مدينة فيراكروز المكسيكية.
- 1612 - توكوغاوا إيه-ياسو يصدر مرسومًا يمنع فيه الديانة المسيحية في الأراضي التي تقع تحت السيطرة اليابانية.
- 1702 - رئيس «عشيرة أكو» أسانو ناغانوري[الإنجليزية] يُحاول قتل كيرا يوشيناكا في قلعة إيدو فاتحًا لأحداث عرفت باسم السبعة وأربعون ساموراي.
- 1800 - استسلام الثائرين من أهالي مصر في ثورة القاهرة الثانية وذلك بعد أن سلط عليهم الجنرال كليبر مدافعه وأحرق أحياء القاهرة.
- 1802 - هجوم الوهابيين على مدينة كربلاء في العراق.
- 1918 - مقتل الطيار المقاتل مانفرد فون ريشتهوفن في فرنسا إبان الحرب العالمية الأولى.
- 1934 - الانتهاء من بناء تمثال هاتشيكو في ساحة محطة شيبويا.
- 1941 - سلطات الانتداب الفرنسي على سوريا تعين تاج الدين الحسني رئيسًا عليها.
- 1960 - افتتاح مدينة برازيليا عاصمةً للبرازيل على يدي الرئيس جوسيلينو كوبيتشيك.
- 1961 -
  - الأمم المتحدة تتخذ قرارًا يقضي بإنهاء اتفاقية الوصاية التي فرضتها على تنجانيقا الواقعة حاليًا في تنزانيا والصادرة عام 1946، وقد أصبحت تنجانيقا مستقلة ضمن رابطة الشعوب البريطانية.
  - محاولة الإطاحة بالرئيس الفرنسي شارل ديغول في انقلاب الجزائر.
- 1967 - الجيش يتولى السلطة في اليونان.
- 1978 - توقيع اتفاقية الصيد البحري اليابانية السوفيتية.
- 1981 - البيت الأبيض يعلن أن الرئيس الأمريكي رونالد ريغان قرر الموافقة على بيع طائرات نظام الإنذار المبكر والتحكم إلى المملكة العربية السعودية.
- 1982 - مصر تستعيد منطقة شرم الشيخ في إطار اتفاقات كامب ديفيد.
- 2004 - انفجار في إدارة المرور في المملكة العربية السعودية يودي بحياة 4 أشخاص ويصيب 145 آخرين بجروح.
- 2009 - إطلاق المكتبة الرقمية العالمية التابعة لليونسكو.
- 2015 -
  - الحكم بالسجن عشرين عاماً على الرئيس المصري السابق محمد مرسي في قضية أحداث قصر الاتحادية.
  - قطار جي آر ماغليف الياباني يسجل سرعة مقدارها 603 كيلومتر في الساعة، محطماً بذلك الرقم القياسي العالمي كأسرع قطار في العالم.
- 2017 - مقتل أكثر من 140 جُندي أفغاني في هُجُومٍ مُسلَّح على مُعسكر شاهين بِمدينة مزار شريف تبنته حركة طالبان، وذلك أثناء صلاة الجمعة.
- 2018 - اغتيال العالِم والمحاضر الفلسطيني فادي البطش في العاصمة الماليزية كوالالمبور.
- 2019 - مقتل حوالي 321 شخصًا وجرح ما يزيد عن 500 آخرين في سلسلة تفجيراتٍ طالت كنائس وفنادق في 3 مُدن سريلانكيَّة بِالتزامن مع احتفالات عيد الفُصح.
- 2024 - منتخب المغرب يُتوَّج للمرة الثالثة على التوالي بكأس إفريقيا لكرة القدم داخل الصالات.
- 2025 - وفاة البابا فرنسيس عن ثمانيةٍ وثمانين عامًا بعد معاناة صحية، في أعقاب مشاركته في احتفالات عيد الفصح بالفاتيكان.

## مواليد
- 1652 - ميشيل رول، عالم رياضيات فرنسي.
- 1729 - كاترين الثانية، إمبراطورة الإمبراطورية الروسية.
- 1816 - شارلوت برونتي، روائية إنجليزية.
- 1837 - فريدريك باير، سياسي دنماركي حاصل على جائزة نوبل للسلام عام 1908.
- 1853 - إيفاريستو مارتيلو باومان، أرستقراطي وكاتب وسياسي إسباني.
- 1864 - ماكس فيبر، اقتصادي ألماني.
- 1882 - بيرسي ويليامز بريجمان، عالم فيزياء أمريكي حاصل على جائزة نوبل في الفيزياء عام 1946.
- 1892 - حمد صعب، قائد عسكري لبناني.
- 1889 - بول كارير، عالم كيمياء سويسري حاصل على جائزة نوبل في الكيمياء عام 1937.
- 1910 - فريد الأطرش، مطرب سوري مصري.
- 1915 - أنتوني كوين، ممثل أمريكي.
- 1919 - لوتشيو جيلي، ممول إيطالي وزعيم ماسوني.
- 1926 - إليزابيث الثانية، ملكة المملكة المتحدة.
- 1927 - كيتي، راقصة شرقية وممثلة يونانية عملت في مصر.
- 1928 - رشدي المهدي، ممثل مصري.
- 1933 - إغناطيوس زكا الأول عيواص، بطريرك أنطاكية وسائر المشرق للسريان الأرثوذكس.
- 1934 - فاروق صبحي الكيلاني، محامي أردني.
- 1954 - جيمس مورسن، ممثل أمريكي.
- 1958 - غلام كويتي بور، مغني إيراني.
- 1962 - مهدي جمعة، رئيس وزراء تونس.
- 1970 - علاء قاسم، ممثل سوري.
- 1971 - سعد مينه، ممثل سوري.
- 1973 -
  - كاتسيوكي كونيشي، ممثل أداء صوتي ياباني.
  - خورخي دي سيلفا، ممثل مكسيكي
- 1975 - براين جي وايت، ممثل أمريكي.
- 1979 -
  - جيمس مكافوي، ممثل اسكتلندي.
  - توبياس ليندروث، لاعب كرة قدم سويدي.
- 1990 - ألكسندر بريوفيتش، لاعب كرة قدم سويسري من أصول صربية.
- 1992 - إيسكو، لاعب كرة قدم إسباني.

## وفيات
- 1073 - إسكندر الثاني، بابا الكنيسة الرومانية الكاثوليكية.
- 1142 - بيار أبيلار، كاتب وفيلسوف فرنسي.
- 1509 - هنري السابع، ملك إنجلترا.
- 1699 - جان راسين، كاتب مسرحي فرنسي.
- 1719 - فيليب دي لاهير، عالم فرنسي في الرياضيات وعلم الفلك.
- 1910 ـ مارك توين، كاتب أمريكي.
- 1918 - مانفرد فون ريشتهوفن، طيار مقاتل ألماني.
- 1938 - محمد إقبال، شاعر وفيلسوف أوردي.
- 1945 - فالتر مودل، قائد عسكري ألماني.
- 1946 - جون مينارد كينز، اقتصادي إنجليزي.
- 1963 - أسد ملحم جمال، ضابط وسياسي وكاتب لبناني.
- 1964 - صلاح سرحان، ممثل مصري.
- 1965 - إدوارد فيكتور أبلتون، عالم فيزياء إنجليزي حاصل على جائزة نوبل في الفيزياء عام 1947.
- 1971 - فرانسوا دوفالييه، رئيس هايتي.
- 1986 - صلاح جاهين، شاعر ورسام مصري.
- 1989 - دوكهي أونغجو أميرة إمبراطورية كوريا.
- 1992 - بدر الدين جمجوم، ممثل كوميدي مصري.
- 1996 - جوهر دوداييف، رئيس الشيشان.
- 1997 - سيد مكاوي، ملحن مصري.
- 2010 - خوان أنطونيو سامارانش، رئيس اللجنة الأولمبية الدولية السابع.
- 2015 - عبد الرحمن الأبنودي، شاعر مصري يعدّ من أشهر شعراء العامية في مصر وملقب بالخال.
- 2016 - پرينس، مغني وكاتب أغانٍ أمريكي.
- 2018 - فادي البطش، عالم وأكاديمي فلسطيني.
- 2020 -
  - عبد الرحيم الكيب، سياسي ليبي.
  - عمرو عبد السميع، صحفي، وإعلامي، وكاتب مصري.
- 2022 -
  - جاك بيرين، ممثل سينمائي فرنسي.
  - مواي كيباكي، رئيس جمهورية كينيا.
- 2025 - البابا فرنسيس، بابا الكنيسة الرومانية الكاثوليكية.

## أعياد ومناسبات
- ذكرى تأسيس مدينة روما.
- يوم الشاي الوطني في المملكة المتحدة
- يوم العيد في المسيحية
- يوم الخدمة المدنية (الهند)
- يوم التأسيس في (الرستفارية)
- اليوم الوطني لنمو الأشجار[الإنجليزية] (كينيا)
- يوم كارتيني (إندونيسيا)

## وصلات خارجية
- وكالة الأنباء القطريَّة: حدث في مثل هذا اليوم.
- النيويورك تايمز: حدث في مثل هذا اليوم.
- BBC: حدث في مثل هذا اليوم.